# Героскипу
Героскѝпу (на гръцки: Γεροσκήπου) е град в Кипър, окръг Пафос. Според статистическата служба на Република Кипър през 2011 г. градът има 8313 жители.
Популярен като туристическа дестинация, както и с производството на турски локум.

## Галерия
- Византийска църква Агия Параскеви
- Църквата Агия Параскеви в Героскипу

## Известни личности
Родени в Героскипу
- Никос Христодулидис (р. 1973), политик